# 羅密斯達奴
羅密斯達奴（Rómestámo），是英國作家約翰·羅納德·鲁埃爾·托爾金的史詩奇幻小說《魔戒》中的人物。他是最廣為人知的邁雅之一，在第三紀元他以埃斯塔力（巫師）的身分暗助反抗索倫的中土勢力。人們慣稱他為「藍袍羅密斯達奴」。
在《魔戒》中，他只被薩魯曼暗示過，有「五位巫師」現世過。在《中洲历史》第一卷、第二卷《失落的传说之书》中，則有較多的記載，羅密斯達奴原本是住在維林諾的邁雅，昆雅語名字為帕兰多 Pallando，跟隨維拉狩獵之神歐羅米。早期版本中，羅密斯達奴被設定是跟從曼督斯Mandos及妮娜Nienna的邁雅。
托爾金在信件中表示，羅密斯達奴進入中土大陸東部後，可以對任務失敗了，或墮落了。不過托爾金後來改變設想，給了他在中土大陸使用的名字「羅密斯達奴」，意思是「東方救星」 East-helper，說他不是第三紀元到達中土大陸，而是在第二紀元索倫製造至尊魔戒那時到來，可能當時葛羅芬戴爾也與兩位藍袍巫師一同來到。
他使命仍然是前往中土大陸東部，減弱索倫力量對東方人類的影響。托爾金在信件中表示他相信藍袍巫師的任務失敗了，但未必如薩魯曼一樣失敗。他一封1958年的信件指出，他們可能成為了東方秘儀或魔法傳統的始作俑者。不過1968年另一版本中，托爾金又改變心思，保留了藍袍巫師在第二紀元來到中土，不過任務則有所改變，加上了支援反抗崇拜米爾寇Melkor的少數東方人部落、在索倫首次倒台後追查他的藏身處，以及擾亂與離間東方的敵人，對第二、三紀元索倫敗亡有深切影響。托爾金形容他們對善良一方勝利有很大影響，大大削弱分化了東方人的力量，否則他們早已在人數及力量都超越西方的伊甸人。
羅密斯達奴不僅聯繫中土大陸東部，而他的使命是：鼓勵東方人類，發動反對索倫起義。

## 資料來源
1. ↑  .   [2015-07-02]. （原始内容存档于2015-06-14）.